# ULV

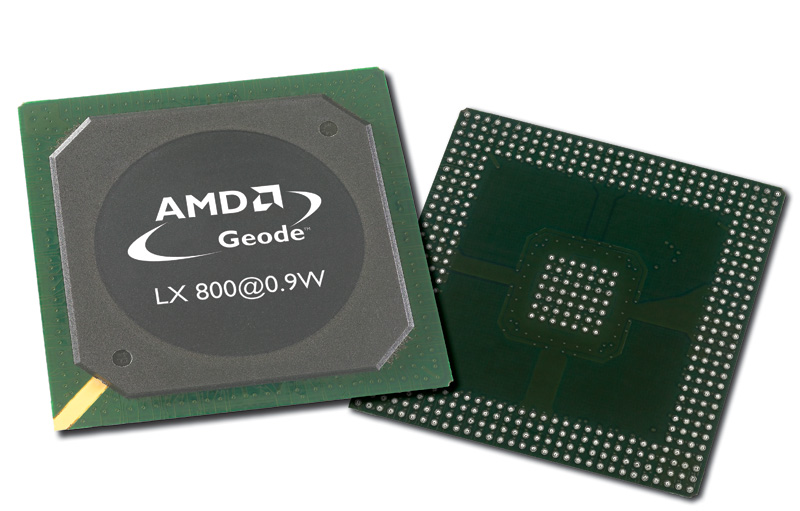
Процессор AMD Geode

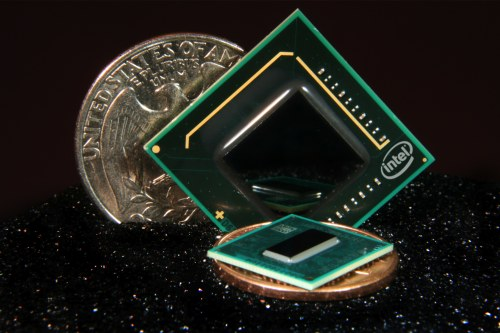
Intel Atom Z550

ULV (от англ. Ultra low voltage — крайне низкое напряжение) — класс микропроцессоров, использующих заниженную производительность для понижения энергопотребления. Такое понижение позволяет увеличить время работы аккумулятора. ULV часто используется в субноутбуках, нетбуках, а также в ультрапортативных и встроенных устройствах.

## Примеры
- Intel Atom — до 2,0 ГГц на 2,4 Вт (Z550)
- Intel Pentium M — до 1,3 ГГц на 5 Вт (ULV 773)
- Intel Core 2 Solo — до 1,4 ГГц на 5,5 Вт (SU3500)
- Intel Core Solo — до 1,33 ГГц на 5,5 Вт (U1500)
- Intel Celeron M — до 1,2 ГГц на 5,5 Вт (ULV 722)
- VIA Eden — до 1,5 ГГц на 7,5 Вт (ULV 1,5GHz)
- VIA C7 — до 1,6 ГГц на 8 Вт (C7-M ULV)
- VIA Nano — до 1,3+ ГГц на 8 Вт (U2250)
- AMD Athlon Neo — до 1 ГГц на 8 Вт (Sempron 200U)
- AMD Geode — до 1 ГГц на 9 Вт (NX 1500)
- AMD V105 — 1.2 ГГц на 9 Вт
- Intel Core 2 Duo — до 1,333 ГГц на 10 Вт (U7700)